# Heterostegane contessellata
Heterostegane contessellata is een vlinder uit de familie van de spanners (Geometridae). De wetenschappelijke naam van de soort is als Lomographa (Heterostegane) contessellata voor het eerst geldig gepubliceerd in 1926 door Prout.